# چیما ده بارنا
چیما ده بارنا (به لاتین: Cima de Barna) یک کوه در سوئیس است که در کانتون گراوبوندن واقع شده‌است. چیما ده بارنا ۲٬۸۶۲ متر بالاتر از سطح دریا واقع شده‌است.